# 朱融㶷
建宁王朱融㶷（1516年—1569年），明朝建宁恭安王朱旭㮁的嫡长子，明朝韩王府第二代建宁王。
嘉靖十二年（1533年），生父朱旭㮁逝世，嘉靖十六年（1537年）十二月，明世宗遣英國公張溶等為正使、戶科給事中高時等為副使持節冊封朱融㶷袭封建寧王。
嘉靖三十七年（1558年），获罪废为庶人，国除。隆庆三年（1569年）卒。
嫡长子朱谟堂在申辩后于万历二十四年（1597年）获准袭封。